# Fernando Ka
Fernando Gomes Ka (Guiné-Bissau, 10 de setembro de 1953 – Lisboa, Portugal, 9 de dezembro de 2015) foi um político português. Foi deputado à Assembleia da República entre 1991 e 1995, eleito pelo círculo de Lisboa nas listas do Partido Socialista. Foi ainda presidente da Associação Guineense de Solidariedade Social (Aguinenso).